# Hans Zender
Hans Zender (Wiesbaden, 22 november 1936 – Meersburg, 22 oktober 2019) was een Duitse componist en dirigent.
Hij studeerde piano vanaf 1956 in Frankfurt am Main aan de Hochschule für Musik und Darstellende Kunst Frankfurt am Main bij August Leopolder en compositie bij Kurt Hessenberg. In 1957 vertrok hij naar Freiburg Hochschule für Musik Freiburg en kreeg lessen van Edith Picht-Axenfeld (piano), Carl Ueter (dirigeren) en Wolfgang Fortner (compositie). Ten slotte kreeg hij nog lessen in Rome van Bernd Alois Zimmermann. Van deze laatste leraar heeft hij ook talloze composities gedirigeerd.
Meer dirigent dan componist heeft hij op vele plaatsen het dirigeerstokje in de hand gehad: operahuizen in Freiburg, Bonn en Kiel en hij heeft lange tijd gewerkt aan het Operahuis van Hamburg (1984-1987). Daarnaast was Zender een leidende figuur bij de omroep van Saarland, Radio Symfonie Orkest Saarbrücken. Nederlanders kennen hem vooral als chef-dirigent van het Radio Kamer Orkest van de NOS van 1987 tot 1990. Van 1988 tot 1990 gaf hij les aan de Muziekacademie in Frankfurt. Ook daarna dirigeerde hij regelmatig, in Oostenrijk (Salzburg), en Duitsland (Bayreuth) op festivals, maar ook bijvoorbeeld op het Holland Festival. Daarnaast gaf hij nog uitvoeringen als gastdirigent en nam hij composities op.

Met name voor CPO en Hänssler maakte Zender opnames van moderne componisten (Scelsi, Isang Yun, Lachenmann, Morton Feldman, Saunders), maar ook van Beethoven, Mozart, Schumann, Mendelssohn, Max Reger, Debussy, de complete Schubert-symfonieën, en Bachs Kunst der Fuge.
Om zichzelf enige rust en tijd om te studeren te geven trok hij zich regelmatig terug voor een sabbatical in Rome, Villa Massimo.

In 1980 ontving hij de Kunstprijs van Saarland; in 1997 een muziekprijs uit Frankfurt en de Goethepreis der Stadt Frankfurt.

Hans Zender overleed in 2019 op 82-jarige leeftijd.

## Oeuvre

### Composities
- Pianoconcert (1956)
- Canto I-VI voor diverse samenstellingen:
  - I: voor koor, fluit, piano, strijkers en slagwerk (1965)
  - II: voor sopraan, koor en orkest op een tekst van Ezra Poen (1967)
  - III: voor sopraan, tenor, bariton, 10 instrumenten en Live-Elektronik op teksten van Cervantes (1968)
  - IV: voor 16 stemmen en 16 Instrumenten (1969/72)
  - V: voor stemmen met slagwerkinstrumenten ad lib. (1972/74)
  - VI: voor basbariton, gemengd koor a capella en tape ad lib. (1988)
- Modelle voor variabele samenstelling (1971-73)
- Zeitströme voor orkest (1974)
- Muji no kyo (1975)
- Elemente, Tape voor twee luidsprekergroepen (1976)
- Litanei (1978)
- Hölderlin lesen I voor strijkkwartet met spreekstem (1979)
- Hölderlin lesen II voor spreekstem, altviool en Live-Elektronik (1987)
- denn wiederkommen (Hölderlin lesen III) voor strijkkwartet en spreekstem (1991)
- Vijf Haiku (LO-SHU IV) voor fluit en strijkers (1982)
- Dialoog met Haydn voor twee piano’s en drie orkestgroepen (1982)
- Stephen Climax, opera (1979-84, première 1986)
- Furin no kyo (1988-89)
- Don Quijote de la Mancha, opera (1989-91, première 1993; Nieuwe bewerking 1994, première 1999); ook een cantate voor stemmen en Moog-synthesizer (1969)
- Winterreise - Eine komponierte Interpretation voor Tenor en kleine Orkest (1993)
- Shir Hashirim - Lied der Lieder (Canto VIII), Oratorium voor solisten, koor, orkest en Live-Elektronik (1992/96, eerste totaaluitvoering 1998)
- Schumann-Fantasie voor groot orkest (1997)
- Kalligraphie I voor orkest (1998)
- Music to hear (1998)
- Mnemosyne (Hölderlin lesen IV) voor vrouwenstem, twee violen, altviool, cello en tape (2000)
- Cabaret Voltaire voor stemmen en acht muziekinstrumenten (2001/2002)
- Chief Joseph Muzikaal Theater in drie Akten (première 2005)
- Continuum und Fragmenten voor koor (????).

### Boeken
- Die Sinne denken. Texte zur Musik 1975-2003, hrsg. von Jörn Peter Hiekel, Wiesbaden 2004 (Breitkopf & Härtel)
- Happy New Ears. Das Abenteuer, Musik zu hören, Freiburg im Breisgau 1991 (Herder)
- Wir steigen niemals in denselben Fluß. Wie Musikhören sich wandelt, Freiburg im Breisgau 1998 (Herder)